# 安藤立美
安藤 立美（あんどう たつみ、1952年4月19日 - 男性）は、日本の地方公務員。東京都福祉保健局長、東京都財務局長、東京都副知事、東京都知事職務代理者などを経て、東京都参与。2018年から東京都国民健康保険団体連合会理事長、一般財団法人東京都人材支援事業団理事長を務める。2019年から一般社団法人全国信用保証協会連合会会長を務める。2022年から地方独立行政法人東京都立病院機構理事長を務める。

## 人物
1975年明治大学法学部卒業、東京都庁入都。1990年港区総務部電子計算課長。1993年東京都財務局主計部副参事（予算担当）。1997年東京都総務局人事部調査課長（統括課長）。2001年東京都産業労働局参事（監理団体調整担当）。2003年東京都産業労働局雇用就業推進担当部長。2004年東京都産業労働局雇用就業部長。2005年東京都財務局主計部長。2007年東京都福祉保健局長。2010年東京都財務局長。2012年から東京都副知事を務め、3度東京都知事職務代理者に就任した。2014年には東京オリンピック・パラリンピック競技大会組織委員会評議員として理事の選定にあたった。2017年からは東京都参与として築地市場跡地再開発を担当した。東京都国民健康保険団体連合会理事長、一般財団法人東京都人材支援事業団理事長、一般社団法人全国信用保証協会連合会会長を務めた。趣味はテニス。現在は東京都立病院機構理事長。

## 経歴
- 1975年（昭和50年）3月　明治大学法学部卒業
- 1975年（昭和50年）4月　東京都入都（下水道局に配属[6]）
- 1990年（平成2年）4月　港区総務部電子計算課長
- 1993年（平成5年）4月　東京都財務局主計部副参事（予算担当）
- 1997年（平成9年）7月　東京都総務局人事部調査課長（統括課長）
- 2001年（平成13年）12月　東京都産業労働局参事（監理団体調整担当）
- 2003年（平成15年）6月　東京都産業労働局雇用就業推進担当部長
- 2004年（平成16年）4月　東京都産業労働局雇用就業部長
- 2005年（平成17年）7月　東京都財務局主計部長
- 2007年（平成19年）6月　東京都福祉保健局長
- 2010年（平成22年）5月　東京都財務局長
- 2012年（平成24年）6月21日　東京都副知事（一期目）
- 2016年（平成28年）6月21日　東京都副知事（二期目）
- 2017年（平成29年）10月15日　東京都副知事退任
- 2017年（平成29年）10月16日　東京都参与
- 2018年（平成30年）3月31日　東京都参与を任期満了により退任
- 2018年（平成30年）6月1日　東京都国民健康保険団体連合会理事長[7]
- 2018年（平成30年）6月27日　一般財団法人東京都人材支援事業団理事長
- 2019年（令和元年）5月22日　一般社団法人全国信用保証協会連合会会長
- 2022年 (令和4年) 7月1日 地方独立行政法人東京都立病院機構理事長